# Emleben
Emleben är en kommun och ort i Landkreis Gotha i förbundslandet Thüringen i Tyskland.
Kommunen ingår i förvaltningsområdet Georgenthal tillsammans med kommunerna Herrenhof och Georgenthal.